# 1 جمادى الأولى
- السبت
- الأحد
- الاثنين
- الثلاثاء
- الأربعاء
- الخميس
- الجمعة

- 302 نوفمبر 2024
- 13 نوفمبر 2024
- 24 نوفمبر 2024
- 35 نوفمبر 2024
- 46 نوفمبر 2024
- 57 نوفمبر 2024
- 68 نوفمبر 2024
- 79 نوفمبر 2024
- 810 نوفمبر 2024
- 911 نوفمبر 2024
- 1012 نوفمبر 2024
- 1113 نوفمبر 2024
- 1214 نوفمبر 2024
- 1315 نوفمبر 2024
- 1416 نوفمبر 2024
- 1517 نوفمبر 2024
- 1618 نوفمبر 2024
- 1719 نوفمبر 2024
- 1820 نوفمبر 2024
- 1921 نوفمبر 2024
- 2022 نوفمبر 2024
- 2123 نوفمبر 2024
- 2224 نوفمبر 2024
- 2325 نوفمبر 2024
- 2426 نوفمبر 2024
- 2527 نوفمبر 2024
- 2628 نوفمبر 2024
- 2729 نوفمبر 2024
- 2830 نوفمبر 2024
- 291 ديسمبر 2024
- 12 ديسمبر 2024
- 23 ديسمبر 2024
- 34 ديسمبر 2024
- 45 ديسمبر 2024
- 56 ديسمبر 2024

1 جُمادى الأولى أو 1 جُمادی‌ الاَوَّل أو يوم 1 \ 5 (اليوم الأوَّل من الشهر الخامس) هو اليوم التاسع عشر بعد المائة (119) من أيَّام السنة (أو العُشرون بعد المائة لو كان شهر ربيع الآخر مُتممًا لليوم الثلاثين أو الحادي والعُشرون بعد المائة لو أتم كلًا من صفر وربيع الآخر ثلاثين يومًا) وفق التقويم الهجري القمري (العربي). يبقى بعده 235 أو 236 يومًا لانتهاء السنة.

## أحداث
- 297 هـ - إعلان قيام الدولة الفاطمية في المغرب بعد نجاح أبي عبد الله الشيعي في دعوته وجذب الأعوان والأنصار لها وقيامه بمبايعة عبيد الله المهدي بالخلافة.
- 954 هـ - إبرام معاهدة صلح بين الدولة العثمانية في عهد السلطان سليمان القانوني، والنمسا بقيادة ملكها فرديناد، واتفق الطرفان على هدنة خمس سنوات، شريطة أن يدفع ملك النمسا جزية سنوية مقدارها ثلاثون ألف دوكًا.
- 1047 هـ - التوقيع على معاهدة بين سلطان المغرب محمد الشيخ الصغير وتشارلز الأول ملك إنجلترا.
- 1080 هـ - البنادقة يسلمون مفاتيح «قلعة كاندية» الحصينة في جزيرة كريت إلى العثمانيين، وبذلك انتهت الحرب العثمانية مع البندقية التي دامت 24 عامًا قتل خلالها 130 ألف عثماني.
- 1287 هـ - علي مبارك يضع قانون دار الكتب المصرية الأول ولائحة نظامها، وبمقتضاه قامت دار الكتب وبدأت صفحة جديدة من صفحات تاريخ مصر الفكري.
- 1309 هـ - المرجع الشيعي محمد حسن الشيرازي يصدر فتوى شرعية يحرم فيها التنباك بعد أن منح الشاه القاجاري، ناصر الدين شاه، حق بيع وشراء التبغ في إيران لصالح شركة بريطانية، مما أشعل ثورة في البلاد.
- 1362 هـ - تنصيب الأمين باي بن محمد الحبيب ملكًا على تونس.
- 1372 هـ - حل الأحزاب السياسية في مصر.
- 1375 هـ - تأسيس الجامعة الليبية في بنغازي، لتكون أول جامعة في ليبيا.
- 1376 هـ - إتمام انسحاب القوات الفرنسية والبريطانية من مصر وذلك بعد فشل ما عرف باسم العدوان الثلاثي والذي شنته الدولتان مع إسرائيل.
- 1382 هـ - أحمد بن بلة يتولى منصب رئيس أول حكومة جزائرية بعد الاستقلال.
- 1395 هـ - بدء جلسات الحوار العربي الأوروبي بالقاهرة، ورعت الجامعة العربية هذا الحوار الذي يسمح بعقد اتفاقات تفضيلية في ظل شراكة أورومتوسطية، إلا أن هذا الحوار لم يؤدِّ إلى تحسن حقيقي في مستوى التبادل التجاري. واستطاعت الدول الأوروبية من خلاله أن تحسِّن علاقاتها مع الدول العربية، دون أن يؤثر ذلك على العلاقة الأوروبية مع إسرائيل.
- 1402 هـ - رئيس مجموعة أمناء جبل الهيكل «غوشون سلمون» يقتحم ساحة المسجد الأقصى لأداء الصلاة والشعائر الدينية بعد أن سمحت الشرطة الإسرائيلية لمجموعة من أعضاء الكنيست من «حركة هتحيا» العنصرية بالقيام بجولة في المسجد بمناسبة ذكرى خراب الهيكل وكانوا يعتزمون تأدية الصلاة لولا منعهم من قبل الحراس المسلمين، كما رفع الوفد البرلماني علم إسرائيل في ساحات الأقصى وهو يرددون النشيد الوطني الإسرائيلي.
- 1417 هـ - فوز علي عزت بيجوفيتش في الانتخابات التي أُجريت في البوسنة والهرسك بعد الحرب الدامية التي اشتعلت بين المسلمين والصرب، وتولّى على إثرها الرئاسة.
- 1439 هـ -
  - اغتيال الداعية السعودي عبد العزيز بن صالح التويجري باطلاق نار عليهِ من قبل مسلحين مجهولين في غينيا.
  - المحكمة العسكرية المصرية تصدر حكما بالسجن المؤبد على الداعية يوسف القرضاوي بتهمة التحريض على العنف في قضية اغتيال ضابط مصري، قبل نحو ثلاث سنوات.
- 1440 هـ - مُحاولة انقلابيَّة فاشلة في الغابون أثناء غياب الرئيس علي بونغو لِتلقي العلاج في المغرب، وإلقاء القبض على الضُبَّاط المُتورطين فيها بعد بضع ساعاتٍ من المُحاولة.
- 1441 هـ - سُقُوط طائرة الرحلة 2100 التابعة لِخُطوط بك إير على مقرُبةٍ من مطار ألماتي الدولي ومصرع 12 راكبًا وإصابة 54 آخرين كانوا على متنها.
- 1444 هـ - تعيين أنور إبراهيم رئيسًا للوزراء في ماليزيا، بعد الانتخابات العامة التي أنتجت برلمانًا معلقًا.

## مواليد
- 1328 هـ - عبد الحليم محمود، شيخ الأزهر.
- 1340 هـ - رشيد كرامي، رئيس وزراء لبنان.
- 1361 هـ - ياسر العظمة، ممثل سوري.
- 1379 هـ -
  - ماجد عبد الله، لاعب كرة قدم سعودي.
  - محسن محي الدين، ممثل مصري.
  - وفاء الموصللي، ممثلة سورية.
- 1405 هـ -
  - عبد الله الشهيل، لاعب كرة قدم سعودي.
  - محمد سيسوكو، لاعب كرة قدم من مالي.
  - ميثم بدر، ممثل ومخرج ومسرحي كويتي.
- 1413 هـ - ستيفان الشعراوي، لاعب كرة قدم إيطالي.

## وفيات
- 604 هـ - أبو عمران الميرتلي، متصوف وشاعر ومفسر ومحدث موحّدي أندلسي.
- 1362 هـ - عبد الله بن معتوق القطيفي، فقيه جعفري وشاعر أحسائي سعودي.
- 1377 هـ - إيليا أبو ماضي، أحد شعراء المهجر من أصل لبناني.
- 1385 هـ - رشيد عالي الكيلاني، رئيس وزراء العراق وأحد زعماء الحركة الوطنية العراقية في العصر الحديث.
- 1399 هـ - بكري الحلبي، عالم مسلم ومتصوف وشاعر سوري.
- 1433 هـ - عبد الله يوسف أحمد، رئيس الصومال.
- 1439 هـ - عبد العزيز بن صالح التويجري، داعية سعودي.

## وصلات خارجية
- موقع قصة الإسلام: حدث في شهر جُمادى الأولى.